# Khary Randolph
Pour les articles homonymes, voir Randolph.
Khary Randolph (né le 10 janvier 1979 à Boston) est un dessinateur de bande dessinée américain.
Actif depuis le début des années 2000, il a travaillé pour l'ensemble des maisons d'édition mainstream des États-Unis.

## Publications
- Teen Titans Go!
- février 2016 : Batman Univers 7 - Robin War 1 : La guerre des Robin, première partie: Sur de lui et à l'aise (Robin War, Part One: With the Greatest of Ease) (Scénario de Tom King et des dessins de Khary Randolph, Alain Mauricet, Jorge Corona, Andres Guinaldo et Walden Wong).
- Stan Lee, Chris Roberson, Khary Randolph : Starborn, Emmanuel Proust éditions, 2011
  - Vol. 1 : 2011.  (ISBN 978-2848103341)
  - Vol. 2 : 2011.  (ISBN 978-2848103600)